# فرانسیسکو ارنریکه ده زوبیریا
فرانسیسکو ارنریکه ده زوبیریا (فرانسوی: Francisco Henríquez de Zubiría‎؛ ۱۸۶۹ – ۱۹۳۳) ورزشکار طناب‌کشی اهل کلمبیا بود.
وی در مسابقات کشوری و بین‌المللی در مجموع برندهٔ ۱ مدال نقره شده‌است.